# Chamlang
Chamlang – szczyt w Himalajach. Leży w północno-wschodnim Nepalu, blisko granicy z Chinami. Jest to 79 szczyt Ziemi.
Pierwszego wejścia na szczyt dokonali Soh Anma z Japonii i Pasang Phutar z Indii 31 maja 1962 r.